# Liste der Monuments historiques in Bouchain
Die Liste der Monuments historiques in Bouchain führt die Monuments historiques in der französischen Gemeinde Bouchain auf.

## Liste der Bauwerke
| Bezeichnung        | Beschreibung                  | Standort               | Kennzeichnung | Schutzstatus | Datum | Bild           |
| ------------------ | ----------------------------- | ---------------------- | ------------- | ------------ | ----- | -------------- |
| Pulverfabrik       | Erbaut im 17. Jahrhundert     | Rue d’Ostrevent (Lage) | PA00107381    | Inscrit      | 1981  |                |
| Tour d’Ostrevent   |                               | Rue d’Ostrevent (Lage) | PA00107382    | Classé       | 1981  | weitere Bilder |
| Bastion des Forges | Erbaut im 16./17. Jahrhundert | Rue d’Ostrevent (Lage) | PA59000194    | Inscrit      | 2016  | weitere Bilder |

## Liste der Objekte
- Monuments historiques (Objekte) in Bouchain in der Base Palissy des französischen Kultusministeriums